# Torhäuser im Georgengarten

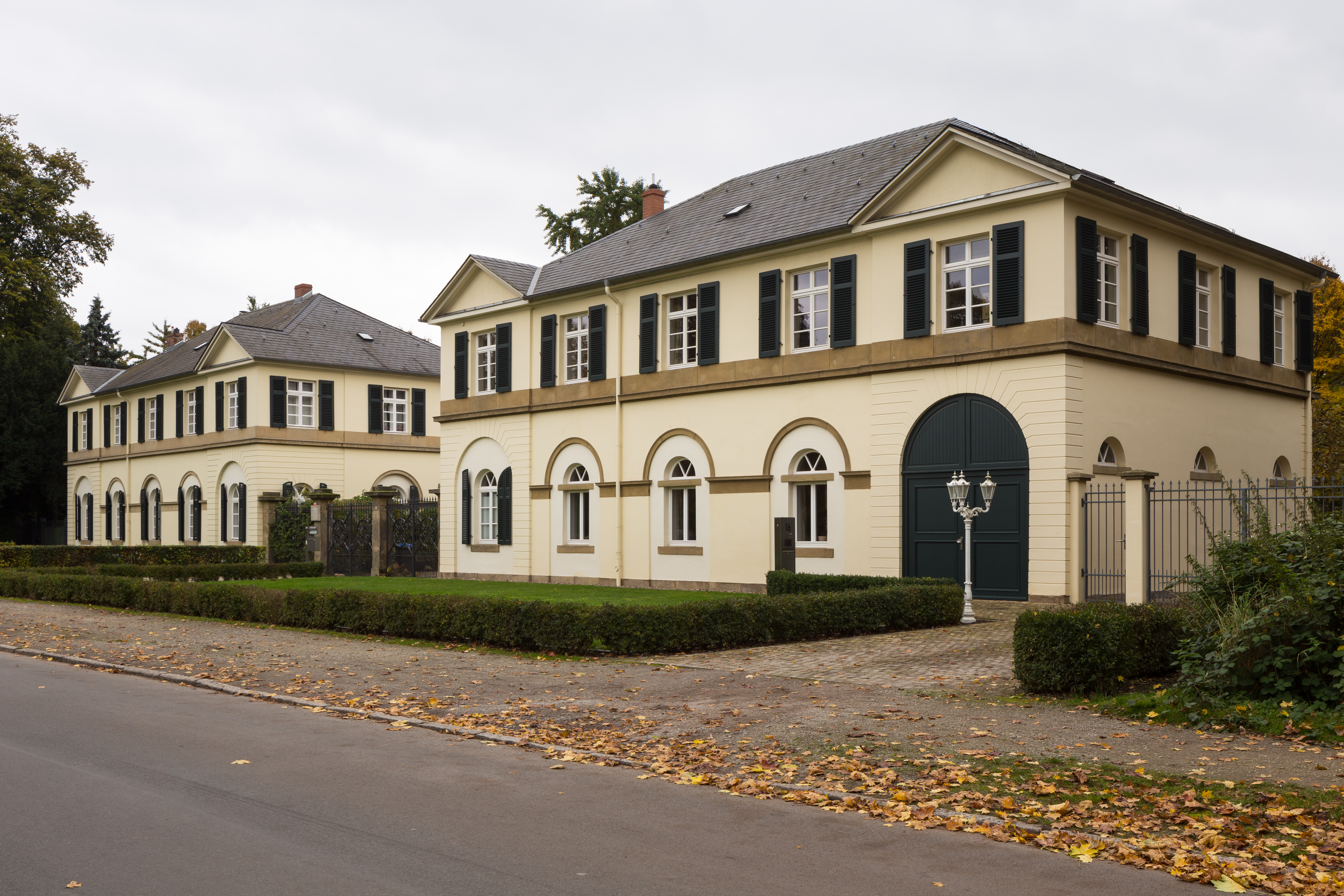
Die beiden symmetrischen Torhäuser für das geplante „Wangenheim Gartenpalais“

Die Torhäuser im Georgengarten, auch Kavaliershäuser genannt und einzeln als Cavalierhaus oder Laves-Villa im Georgengarten bezeichnet, sind ein denkmalgeschütztes Ensemble aus der ersten Hälfte des 19. Jahrhunderts in der hannoverschen Nordstadt im Georgengarten unter der Adresse Jägerstraße 15 und Jägerstraße 16.

## Geschichte und Beschreibung
Die beiden Villen waren ursprünglich als Torhäuser geplant als einer der beiden Sommersitze des Adels entlang des Weges zur Kurfürstlich Braunschweig-Lüneburgischen Sommerresidenz in Herrenhausen: Auf dem Gelände um ein von Louis Remy de la Fosse 1709 errichteten ehemaligen Schlösschens, dem Lusthaus „Fantaisie“, später umbenannt in „Monrepos“ und „Monplaisier“ sowie „Wangenheims Garten“, war der Besitz 1782 zunächst zu einem Landschaftsgarten umgestaltet worden.

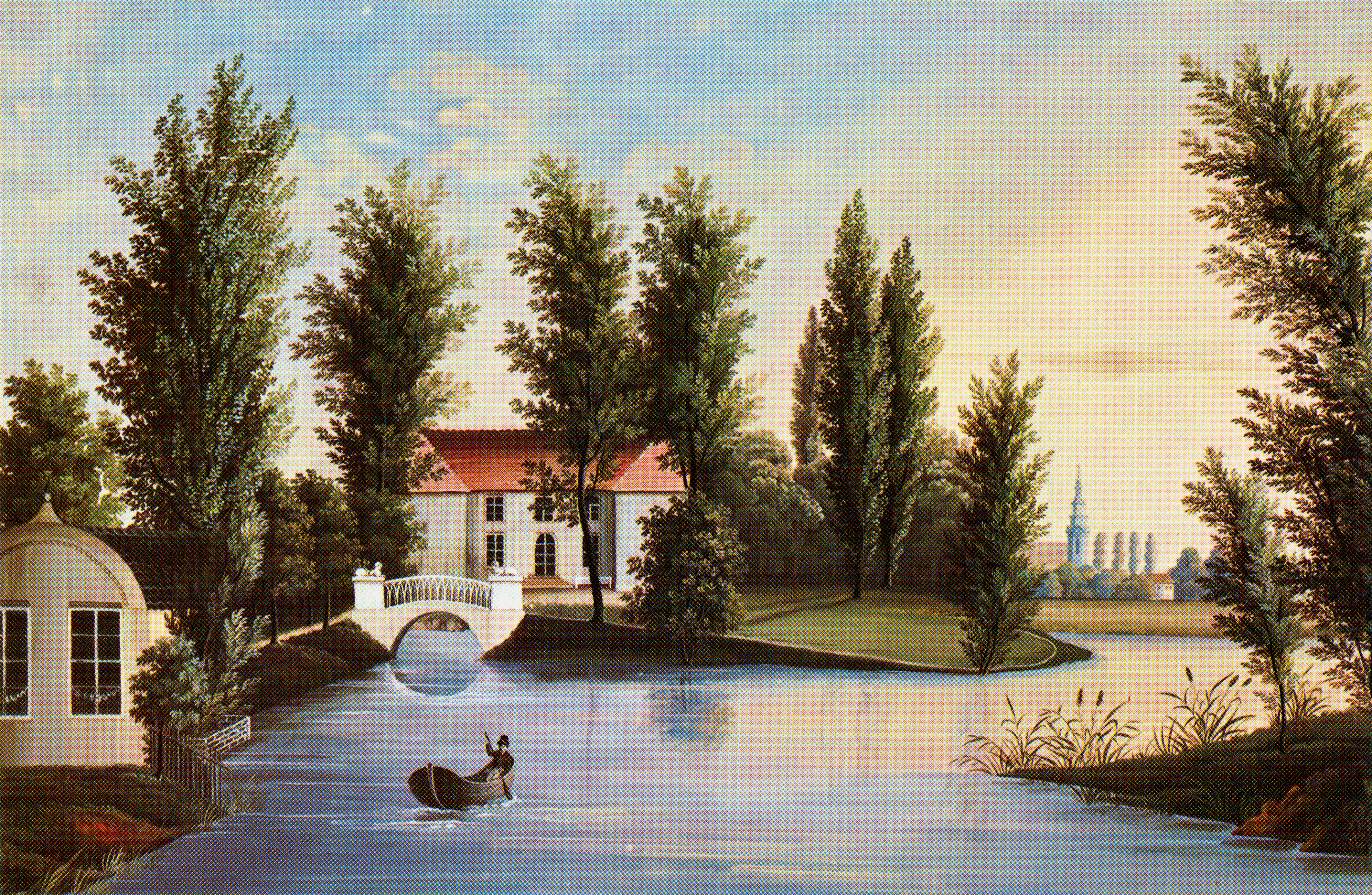
Gartenpalais „La Fantaisie“ am alten Leine-Arm in der Steintormasch, im Hintergrund ist der Turm der Neustädter Hof- und Stadtkirche St. Johannis zu sehen. Die beiden Sphingen auf den Brückenpfeilern finden sich heute am Wallmodenpalais.
Gouache eines unidentifizierten Malers, um 1825

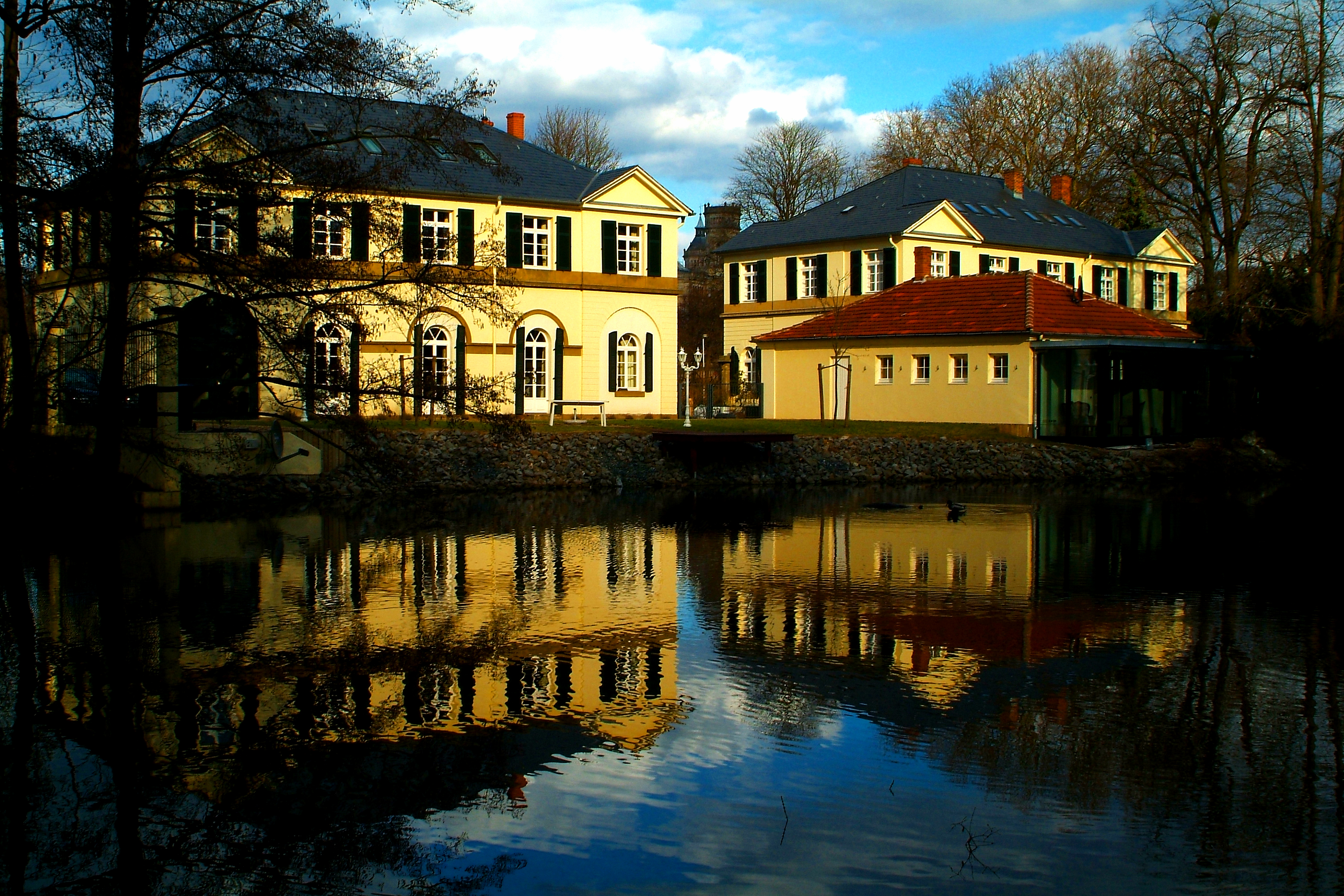
Die 1826 von Laves errichteten Torhäuser mit direktem Zugang zum Altarm der Leine

Zur Zeit des Königreichs Hannover erhielt der königliche Hofbaurat Georg Ludwig Friedrich Laves im Zuge einer geplanten Neuanlage des Wangenheimschen Gartenpalais von dem Bauherrn Georg von Wangenheim den Auftrag zum Bau der Kavaliershäuser an der Jägerstraße. Nach Plänen von Laves entstanden so von 1825 an zwei Ökonomiegebäude als gedachte axialsymmetrische Ergänzung zum – heute nicht mehr vorhandenen – Schlösschen Fantaisie beziehungsweise als Toreinfassung für das Palais von Monplaisier bis 1826 zwei symmetrische verputzte Mauerwerksbauten im Stil des Klassizismus. Dabei wurden die Längsseiten der Gartenhäuser mit ihren Walmdächern „durch schwach hervortretende, übergiebelte Eckrisalite akzentuiert“. Die Betonung im Erdgeschoss beider Häuser erfolgte durch eine die Fenster umrahmende Rundbogenquaderung. Zwischen beiden Gebäuden markierte ein Ziergitter die Durchfahrt für die Pferdekutschen zum geplanten Palais.
Während im östlichen Gebäude Wohnungen für die Bediensteten vorgesehen waren, plante Laves das westliche Gartengebäude ursprünglich als Pferdeställe, mit gemauerten Kreuzgratgewölben auf Steinsäulen im Erdgeschoss, in dem die dreischiffige Halle ursprünglich Lünettenfenster enthielt. Zunächst war nur das Wohnhaus als Cavalierhaus bezeichnet worden, später waren damit beide Häuser gemeint.
Die ursprünglich geplante Neuanlage des Wangenheimschen Gartenpalais wurde schließlich nicht realisiert, stattdessen gab der 1828 zum Ehrenbürger ernannte Wangenheim den Auftrag zum Bau des ebenfalls durch Laves 1829 bis 1832 errichteten Wangenheim-Palais am heutigen Friedrichswall.
1861 wurde der Pferdestall zu Wohnungen umgebaut, in den 1930er Jahren ließ die Stadt Hannover den Stall erneut zu Wohnungen umbauen.
Im Herbst 2002 verkaufte die damalige Gesellschaft für Bauen und Wohnen, die heutige Hanova, beide Villen im Januar 2003 für 690.000 Euro an den ehemaligen Vorsitzenden der IG-Metall Jürgen Peters, der mit Freunden in die Villen habe einziehen wollen. Unter anderem der Spiegel  erhob im Oktober 2003 Vorwürfe, die stadteigene Immobiliengesellschaft habe es „mit den Formalien nicht so genau genommen“ und den ehemaligen Gewerkschaftsfunktionär bevorteilt. Das Rechnungsprüfungsamt und die Staatsanwaltschaft prüften die Vorwürfe, ohne jedoch Rechtsverstöße festzustellen. Die Schätzung eines Architekten beliefe sich zunächst auf 700.000 Euro Sanierungskosten, dann jedoch mussten angeblich 1,8 Millionen Euro investiert werden, nachdem sich im Stall die Fundamente gesenkt hätten. In der Folge erwarb ein hannoverscher Kaufmann beide Häuser laut einer Mitteilung für 1,1 Millionen Euro. Die Differenz zum Ursprungspreis habe unter anderem aus den von Peters und Freunden erbrachten Vorleistungen wie 32.000 Euro Mieter-Abfindungen, 108.000 Euro für Architektenhonorare sowie 60.000 Euro für Investitionen in Ingenieur-Arbeiten resultiert.

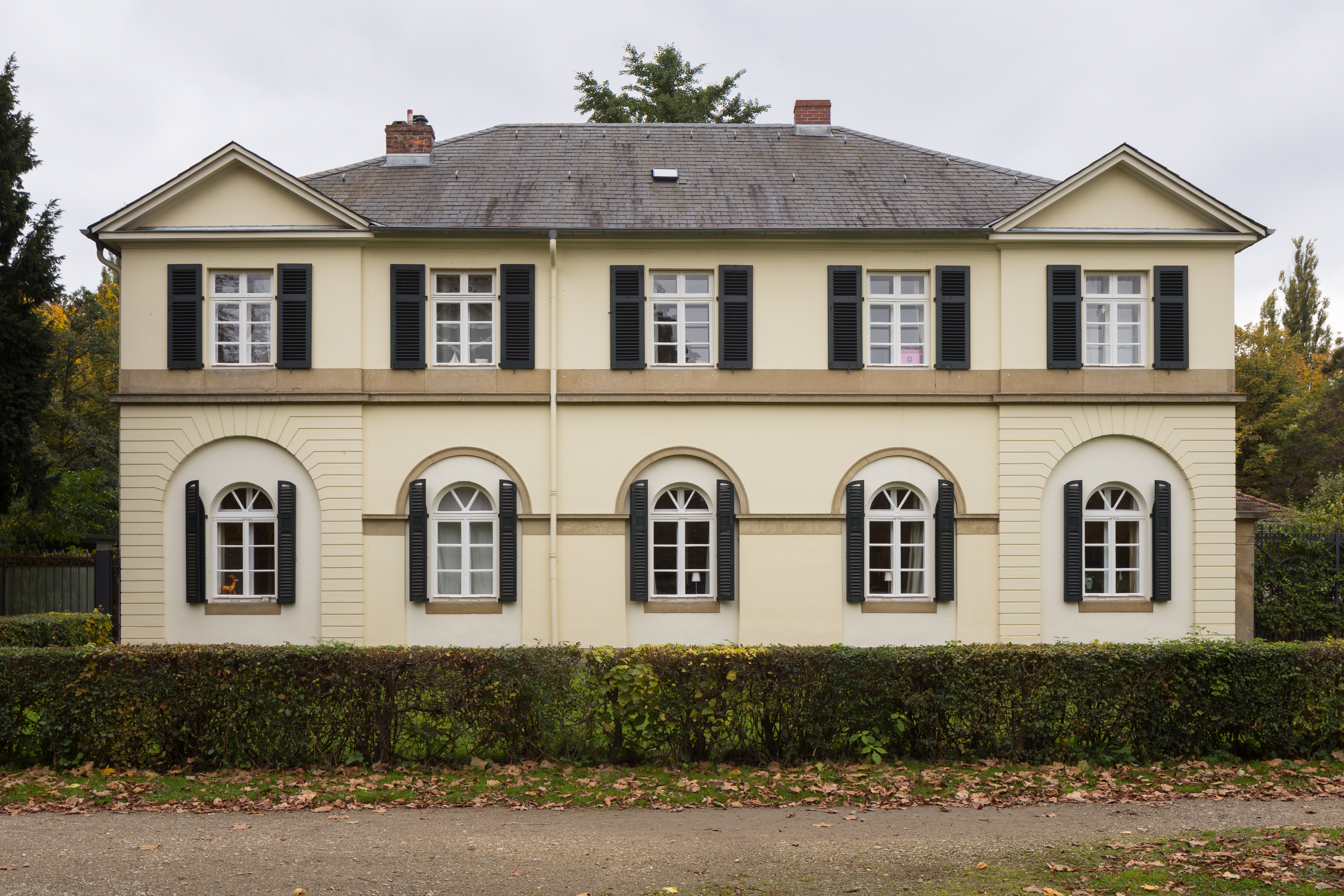
Die Jägerstraße 15 hielt Wohnungen für die Bediensteten vor

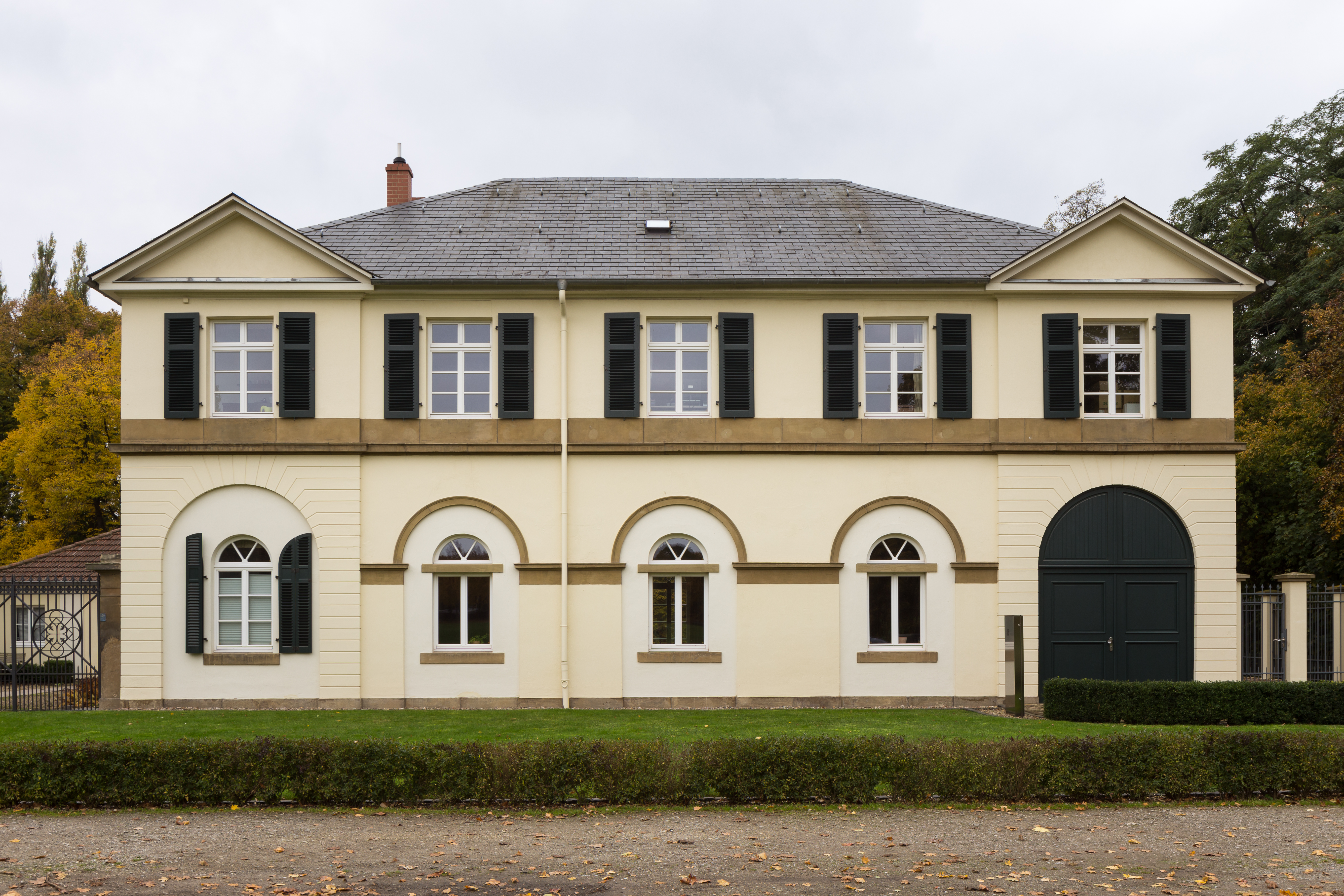
Jägerstraße 16: Der 2019 offerierte ehemalige Pferdestall der Kavaliershäuser

Während das linke Gebäude schließlich privat bewohnt werden konnte, war für das Jahr 2005 eine Wiederherstellung der ursprünglichen Fassade des Stalles geplant.
Das rechte Haus war unterdessen als repräsentatives Großraumbüro im Erdgeschoss genutzt worden, mit fünf Büroräumen in der ersten Etage und fünf weiteren Arbeitsplätzen unter dem Dach. Für die 448 Quadratmeter Nutzfläche des vormaligen Pferdestalls mit seinen zehn Zimmern sowie für das Grundstück mit direktem Zugang zum Wasser kündigte die „Deli&Con Immobilienberatung“ einen Verkauf zum Preis von 3 Millionen Euro „bis zu den Sommerferien“ 2019 an.